# Tom London

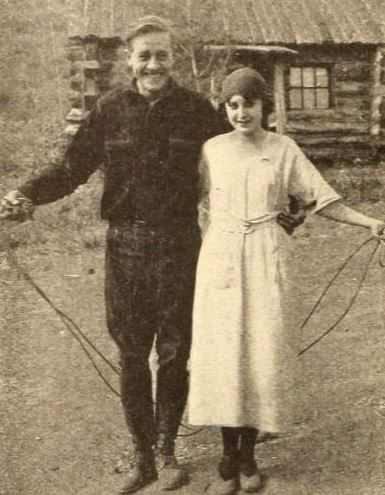
Tom London und Kollegin Virginia Brown Faire (1920)

Tom London, gebürtig Leonard Clapman, (* 24. August 1889 in Louisville, Kentucky; † 5. Dezember 1963 in North Hollywood, Kalifornien) war ein US-amerikanischer Schauspieler, der vor allem in Western spielte. Laut dem Guinness-Buch der Rekorde soll London der Schauspieler mit den meisten Filmauftritten sein, nämlich in rund 2000 Filmen in einem Zeitraum von fast 50 Jahren.

## Leben
Leonard Clapham wurde als Sohn von Harry R. Clapham und Mary J. Huesman in Kentucky geboren. Er arbeitete zunächst als Verkäufer in New York und Chicago, bevor er Filmschauspieler wurde. Einige Quellen geben an, dass er bereits als 14-Jähriger in Der große Eisenbahnraub (1903) sein Filmdebüt gab, was aber heute als unwahrscheinlich gilt. In Chicago schloss er sich der Filmgesellschaft Selig als Requisiteur an, später zog er mit dieser nach Hollywood weiter. Clapham gab sein Filmdebüt im Jahre 1915, unterbrach seine Filmkarriere jedoch für einen Einsatz im Ersten Weltkrieg zwischen 1917 und 1918. Weil er seit seiner Kindheit gut reiten konnte und ein raues Aussehen hatte, wurde der Western seine filmische Heimat. Nachdem er zunächst unter seinem Geburtsnamen in Filmen aufgetreten war, änderte er seinen Namen im Jahre 1925 auf Tom London. Der schon früh ergraute London wirkte als Charakterdarsteller sowohl in komischen Rollen als auch als Schurke oder Handlanger. Viele Filmauftritte des Nebendarstellers blieben im Abspann unerwähnt. Den Sprung vom Stummfilm in den Tonfilm Ende der 1920er-Jahre schaffte er problemlos.
Die meisten seiner zahllosen, zumeist kleineren Westernfilme sind heute vergessen, allerdings sind unter seinen Auftritten auch bekannte Filme wie Zwölf Uhr mittags, Ritt zum Ox-Bow und Der Mann aus dem Westen. In Zwölf Uhr mittags spielte London 1952 seine heute wahrscheinlich bekannteste Rolle als Sam, der treue Diener der Hotelbesitzerin Helen Ramirez (Katy Jurado). Obwohl er ein halbes Dutzend Szenen hat, blieb er im Filmabspann unerwähnt. Im Laufe seiner Filmkarriere hatte London auch in anderen Genres Auftritte, etwa im Antikriegsfilm Im Westen nichts Neues und der Komödie Lady für einen Tag. In den 1940er-Jahren spielte er unter anderem den Sidekick von B-Westernstar Sunset Carson in mehreren Filmen. Als der B-Western wegen des aufkommenden Fernsehens verschwand, verlegte er sich in den 1950er-Jahren auf Western-Fernsehserien wie The Roy Rogers Show und Am Fuß der blauen Berge. Seinen letzten Auftritt hatte er in seinem Todesjahr in der Fernsehserie The Dakotas.
In wie vielen Filmen Tom London in seiner Karriere tatsächlich auftrat, ist unbekannt. Die Internet Movie Database listet rund 600 Filme und zusätzlich einige Fernsehsendungen. Tatsächlich hat er jedoch wohl in deutlich mehr Filmen mitgewirkt und man geht von bis zu 2000 Filmen aus. Das Guinness-Buch der Rekorde listet ihn als den Schauspieler mit den meisten Filmauftritten. Auch London selbst wusste nicht, in wie vielen Filmen er aufgetreten ist: „Ich weiß nicht, in wie vielen Filmen ich mitgespielt habe. Es ist, als ob man fragt, wie viele Socken man in seinem Leben getragen hat. Wenn du jeden Tag in 50 Jahren Socken anziehst, sind das sehr viele. Ich bin seit 50 Jahren im Filmgeschäft, und das sind sehr viele Filme.“
Von Kollegen wurde er als professioneller und freundlicher Schauspieler beschrieben. Er war verheiratet mit der Schauspielerin Edith Stayart (1890–1970), mit der er im Film Nan of the North spielte. Dem amerikanischen Zensus zufolge muss er sich in den 1930er-Jahren von Stayart getrennt haben und lebte fortan zusammen mit seiner Schwester und seinem Schwager. Tom London verstarb 1963 im Alter von 74 Jahren und liegt auf dem Forest Lawn Memorial Park in Glendale begraben.

## Filmografie (Auswahl)
- 1915: Lone Larry
- 1916: Liberty, A Daughter of the USA
- 1918: The Lion’s Claw
- 1919: The Lion Man
- 1921: Nan of the North
- 1923: Verflixte Gastfreundschaft (Our Hospitality)
- 1923: Menschen zweier Welten (The Call of the Canyon)
- 1923: The Social Buccaneer
- 1926: The Bar-C Mystery
- 1926: Snowed In
- 1927: König der Könige (The King of Kings)
- 1927: The Golden Stallion
- 1927: The Return of the Riddle Rider
- 1929: Galgenvögel (Hell’s Hereos)
- 1929: Die schwarze Garde (The Black Watch)
- 1929: The Yellow Cameo
- 1930: Im Westen nichts Neues (All Quiet on the Western Front)
- 1931: The Secret Six
- 1931: Der Schrecken von Arizona (Arizona Terror)
- 1931: Entehrt (Dishonored)
- 1931: Vor Blondinen wird gewarnt (Platinum Blonde)
- 1931: Dr. Jekyll und Mr. Hyde (Dr. Jekyll and Mr. Hyde)
- 1932: The Lost Special
- 1933: The Whispering
- 1933: Lady für einen Tag (Lady for a Day)
- 1933: Zwischen heut und morgen (Gabriel over the White House)
- 1933: Ich bin kein Engel (I’m No Angel)
- 1933: Der Mann von Monterey (The Man from Monterey)
- 1933: Flammenreiter (Sunset Pass)
- 1933: Mädchenraub in Wildwest (Man of the Forest)
- 1933: Clancy of the Mounted
- 1933: The Wolf Dog
- 1934: Mystery Mountain
- 1934: Hollywood Party
- 1934: Shirley’s großes Spiel (Baby, Take a Bow)
- 1934: The Vanishing Shadow
- 1935: Tom Mix, der Wunderreiter (The Miracle Rider)
- 1935: Fünf Jahre und ein Tag danach (Tumbling Tumbleweeds)
- 1935: Stadtgespräch (The Whole Town’s Talking)
- 1935: The Fighting Marines
- 1935: San Francisco im Goldfieber (Barbary Coast)
- 1935: Goin’ to Town
- 1935: The Roaring West
- 1936: The Phantom Rider
- 1937: Unter vier Augen (This Is My Affair)
- 1937: Der Überfall auf den Goldexpress (Gold Guard)
- 1937: Zorro Rides Again
- 1937: Jungle Menace
- 1937: The Mysterious Pilot
- 1938: The Great Adventures of Wild Bill Hickok
- 1938: The Lone Ranger
- 1938: Santa Fe Stampede
- 1938: The Spider’s Web
- 1939: Reiter in der Nacht (The Night Riders)
- 1939: Black River (Allegheny Uprising)
- 1939: Ein ideales Paar (Made for each other)
- 1939: Jesse James, Mann ohne Gesetz (Jesse James)
- 1939: Der unheimliche Rächer (Flaming Lead)
- 1940: Deadwood Dick
- 1940: Der geheimnisvolle Reiter (Phantom Rancher)
- 1940: Nordwest-Passage (Northwest-Passage)
- 1940: Der Draufgänger (Boom Town)
- 1940: The Shadow
- 1940: Ein Cowboy lebt gefährlich (Trailing Double Trouble)
- 1941: Ridin’ on a Rainbow
- 1941: The Spider Returns
- 1941: Der letzte Bandit (Billy the Kid)
- 1942: Spy Smasher (Serial)
- 1942: Perils of the Royal Mounted
- 1942: Tal des Todes (Valley of the Sun)
- 1942: Der König von Texas (American Empire)
- 1942: The Valley of Vanishing Men
- 1943: Daredevils of the West
- 1943: Ritt zum Ox-Bow (The Ox-Bow Incident)
- 1943: Batman und Robin (Batman and Robin)
- 1943: Um Leben und Tod (The Renegade)
- 1943: Die Hölle von Oklahoma (In Old Oklahoma)
- 1944: The Tiger Woman
- 1944: Alarm im Pazifik (The Fighting Seabeas)
- 1944: Der Rächer mit der Maske (Zorro’s Black Whip)
- 1945: Earl Carroll Vanities
- 1945: Oregon Trail
- 1945: Federal Operator 99
- 1946: Der Bandit von Sacramento (In Old Sacramento)
- 1946: Conquest of Cheyenne
- 1946: The Phantom Rider
- 1946: Schüsse auf der Ranch (My Pal Trigger)
- 1947: Son of Zorro
- 1947: Hyänen der Prärie (Wyoming)
- 1947: Jesse James reitet wieder (Jesse James Rides Again)
- 1947: Michael schafft Ordnung (Heaven Only Knows)
- 1947: Die Dame und der Cowboy (Saddle Pals)
- 1948: Superman
- 1949: Gespensterreiter (Riders in the Sky)
- 1949: Hände hoch, Old Boy! (Red Desert)
- 1950–1954: The Gene Autry Show (Fernsehserie, 8 Folgen)
- 1950: Kugeln, Gold und Feuerwasser (Gunfire)
- 1950: Cody of the Pony Express
- 1951: Vergeltung am Teufelssee (The Secret of Convict Lake)
- 1951: Doppeltes Dynamit (Double Dynamite)
- 1951–1953: The Range Rider (Fernsehserie, 8 Folgen)
- 1952: Engel der Gejagten (Rancho Notorious)
- 1952: Zwölf Uhr mittags (High Noon)
- 1952–1955: The Roy Rogers Show (Fernsehserie, 7 Folgen)
- 1953: The Lone Ranger (Fernsehserie, 3 Folgen)
- 1956–1959: Wyatt Earp greift ein (Fernsehserie, 7 Folgen)
- 1956: Lockende Versuchung (Friendly Persuasion)
- 1957: Der Sturmreiter (The Stormrider)
- 1958: In Colorado ist der Teufel los (The Sheepman)
- 1958: Bis zur letzten Patrone (The Saga of Hemp Brown)
- 1958: Der Mann aus dem Westen (Man of the West)
- 1959–1960: Der Texaner (Fernsehserie, 5 Folgen)
- 1959–1961: Bat Masterson (Fernsehserie, 5 Folgen)
- 1959–1961: Am Fuß der blauen Berge (Fernsehserie, 7 Folgen)
- 1961: Alles auf eine Karte (Underworld U.S.A.)
- 1962: Der Tiger ist unter uns (13 West Street)
- 1963: The Dakotas (Fernsehserie, 1 Folge)